# 조 패터노

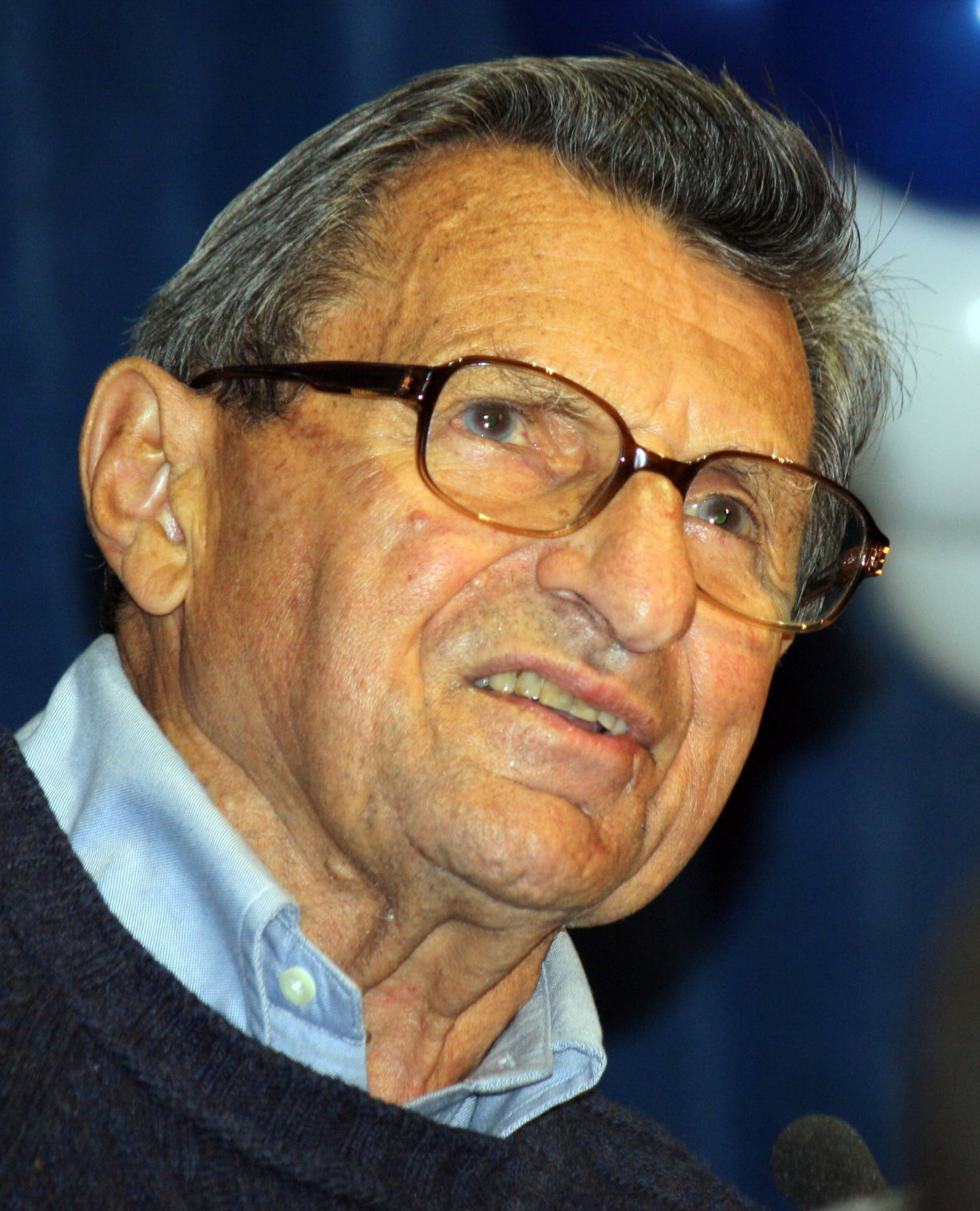
2010년 모습

조 패터노(Joe Paterno, 본명: Joseph Vincent Paterno, /pəˈtɜːrnoʊ/; 1926년 12월 21일 – 2012년 1월 22일)는 때때로 조파(JoePa)라고도 불리며 미국의 대학 축구 선수, 운동 감독 및 코치였다. 1966년부터 2011년까지 펜 스테이트 니태니 라이언스(Penn State Nittany Lions)의 수석 코치였다. 409승을 거둔 패터노는 NCAA FBS 역사상 가장 많은 승리를 거둔 코치이다. 그는 2011년 10월 29일에 409번째 승리를 기록했다. 그의 경력은 펜 스테이트 아동 성 학대 스캔들의 결과로 2011년 11월 9일 팀에서 해고되면서 끝났다. 폐암 합병증으로 74일 만에 사망했다.
패터노는 뉴욕 브루클린에서 태어났다. 그는 브라운 대학교에 다녔으며 그곳에서 쿼터백과 코너백으로 축구를 했다. 그는 원래 로스쿨에 진학할 계획이었으나 대신 1950년에 펜 스테이트의 축구 보조 코치로 고용되었다. 그는 펜 스테이트의 수석 코치를 맡은 대학 코치 립 엥글의 설득을 받았다. 1966년에 패터노는 엥글의 후계자로 지명되었다. 그는 곧 팀을 1968년과 1969년에 두 번의 무패 정규 시즌으로 코치했다. 팀은 1982년과 1986년에 두 번의 전국 선수권 대회에서 우승했다. 패터노는 주요 볼 게임에서 우승한 5개의 무패 팀을 코치했으며 2007년에는 대학 축구 홀에 입성했다. 코치로서의 명성. 그의 경력 동안 그는 피츠버그 스틸러스와 뉴잉글랜드 패트리어츠를 포함하는 내셔널 풋볼 리그(NFL) 팀의 코치 제의를 거절하면서 니태니 라이언스를 24승으로 37회 볼 출전으로 이끌었다.